# Cantón Déleg
San Bartolomé de Déleg es un cantón de la Provincia de Cañar en Ecuador, a 30 minutos de la ciudad de Azogues, y a 45 minutos de la ciudad de Cuenca, a una altitud de 2661msnm. Tiene una población de 6.221 habitantes.
La zona fue originalmente un asentamiento de mitimaes, esto se explica por el aniquilamiento de los cañaris realizado por Atahualpa, por haber ayudado a Huáscar en la guerra civil inca. Para evitar que los campos queden abandonados, Atahualpa ordenó traer a los mitimaes de su imperio para que vivan en las tierras que habían sido de los cañaris y para que las cultiven. Ya con la conquista española se le dio el nombre de "Doctrina de San Bartolomé de Cojitambo", aunque actualmente el Cojitambo es parroquia de Azogues. La primera iglesia habría sido construida en el siglo XVI, a cargo de la comunidad de religiosos católicos franciscanos, quienes fueron los primeros europeos verdaderamente interesados en llegar al lugar. La campana de la iglesia central de Déleg que todavía se encuentra en funcionamiento, es de las más antiguas del Ecuador, pues su fecha de construcción es del año 1000 en Italia. 
El 1 de junio de 1699, el lugar es declarado como pueblo. No se sabe exactamente cuando el pueblo de Déleg se independiza de San Miguel de Cojitambo y tampoco cuándo es declarado como parroquia. Se piensa que es probable que este hecho haya pasado antes de 1771, pero no existen datos escritos de esto hasta el 23 de mayo de ese año, cuando el Corregimiento de Cuenca es elevado a la categoría de Gobernación y Déleg aparece en el acta como una de sus parroquias. Ya en el siglo XIX en la hacienda de Surampalti, nace Luis Cordero Crespo, quién incluso llegó a ser Presidente del Ecuador. Solano, la única parroquia del cantón fue creada el 13 de junio del ano 1916.
El actual cantón Déleg, perteneció a la ciudad de Azogues hasta el 27 de febrero de 1992, cuando, en el gobierno del Dr. Rodrigo Borja Cevallos, se le declara como un cantón. Actualmente es una zona de alta emigración al extranjero, lo que ha permitido la construcción de nuevos negocios y construcciones, pero también existen muchos sitios arqueológicos, restos de su pasado, incluyendo parte del camino del inca, entre otros.

## División política
Déleg tiene las siguientes parroquias:

### Parroquia urbana
- Déleg (cabecera cantonal)

### Parroquia rural
- Solano